# Sofiya Pryyma
Sofiya Pryyma es una deportista ucraniana que compite en triatlón. Ganó una medalla de bronce en el Campeonato Europeo de Triatlón Campo a Través de 2018.

## Palmarés internacional
| Campeonato Europeo | Campeonato Europeo | Campeonato Europeo | Campeonato Europeo |
| Año                | Lugar              | Medalla            | Prueba             |
| ------------------ | ------------------ | ------------------ | ------------------ |
| 2018               | Ibiza (España)     | Medalla de bronce  | Individual         |